# Plena Manlibro de Esperanta Gramatiko
Plena Manlibro de Esperanta Gramatiko (с эсп. — «Полный справочник по грамматике эсперанто») — книга, которая предназначена для самостоятельного изучения грамматики эсперанто в лёгкой форме. Написана Бертило Венергреном и при помощи многих других людей. Книга направлена на начинающих эсперантистов, желающих изучить грамматику языка, словообразование, написание и произношение.
Для облегчения понимания не используются традиционно сложные грамматические термины. Примеры таких терминов: O-vorto вместо substantivo (с эсп. — «имя существительное»), rolvorteto вместо prepozicio (с эсп. — «предлог»). Эти новые термины лучше подходят для описания языка, чем традиционные термины. Например, традиционная терминология называет tiu, ambaŭ и ties прилагательными, однако ведут они себя не так, как традиционные прилагательные, которые оканчиваются на «a». Для последних был придуман термин A-vorto.
PMEG, в основном — практический учебник, нежели теоретический, в отличие от Plena Analiza Gramatiko — полного анализа грамматики.
В период с 1995 по 2006 учебник существовал лишь в электронной версии, однако с 2006 доступна бумажная версия, опубликованная Esperanto-USA.